# Metanio

Struttura dello ione metanio

Il metanio (a volte citato erroneamente come "metonio") è un catione organico di formula CH+5, strutturalmente costituito da una molecola di metano a cui è stato aggiunto un quinto atomo di idrogeno. Trattasi di un composto altamente instabile con la spiccata tendenza a dissociarsi in CH4 e protoni acidi H+, tanto da essere considerato un superacido.

## Struttura

Struttura dello ione metanio secondo il modello molecolare ipercoordinato

Il metanio, a livello strutturale, è la molecola più semplice della categoria dei cationi alcanii (al singolare: catione alcanio). Il metanio è un esempio di molecola ipervalente, in cui l'atomo di carbonio centrale espande l'ottetto per poter legare covalentemente più di quattro atomi. Da un punto di vista alternativo, la molecola può essere considerata come il risultato dell'ipercoordinazione tra l'anione carbenio CH3+ ed una molecola di idrogeno H2.

## Sintesi
Il metanio può essere preparato dal metano mediante l'azione di acidi molto forti, come acido fluoroantimonico (pentafluoruro di antimonio in fluoruro di idrogeno).
A circa 270 Pa di pressione e temperatura ambiente, lo ione metano CH4+ reagirà con metano neutro per produrre metanio e un radicale metilico: 
{\displaystyle {\ce {CH4+ + CH4 -> CH5+ + CH3*}}}